# Astragalus danicus
Astragalus danicus es una especie de planta herbácea perteneciente a la familia de las leguminosas. Es originaria de Eurasia. 

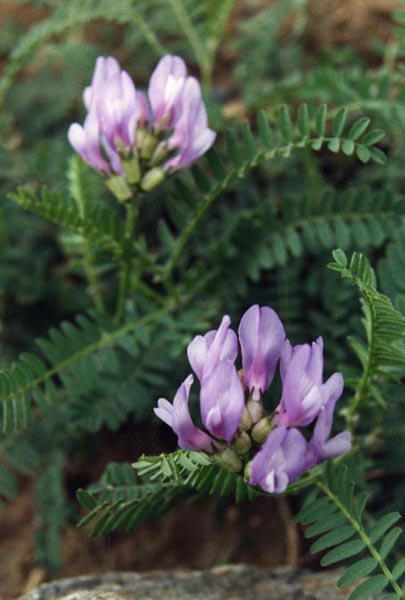
Flores

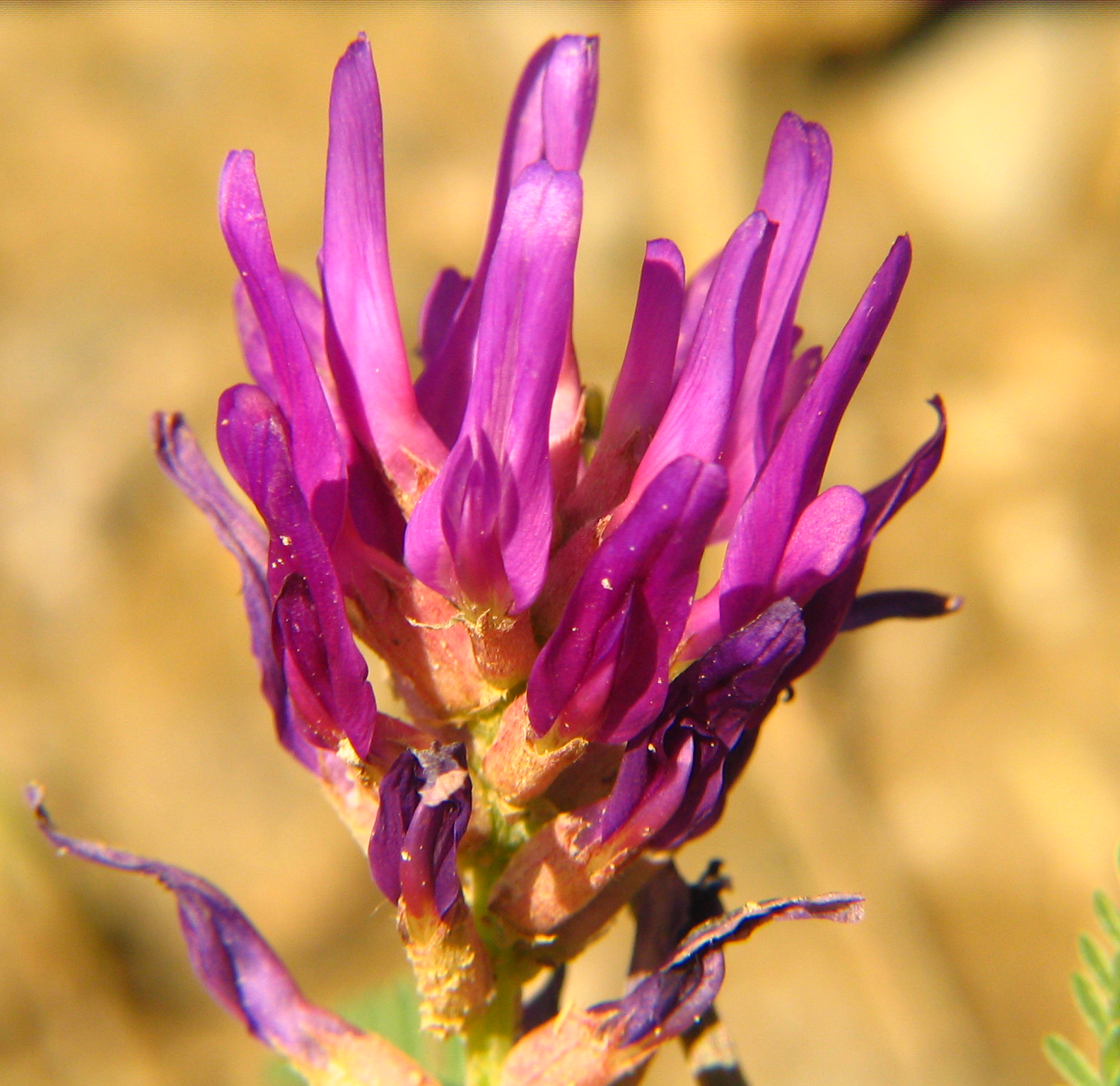
Detalle de la flor

## Descripción
Es una planta perenne, con estolones cortos. Tiene tallos que alcanzan un tamaño de 5-20(30) cm de altura, la mayoría solitarios, ascendentes, glabros en la parte inferior. Las hojas de 2,5-6  cm, pecioladas, imparipinnadas, con 6-12 pares de folíolos. Las inflorescencias en forma de racimos pedunculados. Cáliz 7-8 mm, campanulado-tubular, con la mayoría de los pelos negruzcos. Corola violeta; estandarte 14-15(17)mm, de anchamente elíptico a orbicular. El fruto 5-7 x 3-5 mm, ovoide,  bilocular, con 5-6 semillas por lóculo. Semillas 1,3 x 1,6-2 mm, orbicular-reniformes, lisas, pardas. Tiene un número de cromosomas de 2n = 16.

## Distribución
Es una planta herbácea perennifolia que se encuentra en Asia donde se distribuye en China, Kazajistán, Kirguistán, Mongolia, Rusia oriental y en Europa, se distribuye por Austria, Bielorrusia, República Checa, Eslovaquia, Dinamarca, Estonia, Francia, Alemania, Gran Bretaña, Irlanda, Italia, Letonia, Lituania, Polonia, Rusia europea, España, Suecia, Ucrania.

## Taxonomía
Astragalus danicus fue descrita por Anders Jahan Retzius y publicado en Observationes Botanicae 3: 41. 1783.
Etimología
Astragalus: nombre genérico derivado del griego clásico άστράγαλος y luego del Latín astrăgălus aplicado ya en la antigüedad, entre otras cosas, a algunas plantas de la familia Fabaceae, debido a la forma cúbica de sus semillas parecidas a un hueso del pie.
danicus: epíteto
Variedad aceptada
- Astragalus danicus var. dasyglottis (DC.) B.Boivin

Sinonimia
- Astragalus danicus var. danicus
- Astragalus hypoglottis sensu auct.	[4][5]